# Tschuwaschischsprachige Wikipedia
Die tschuwaschische Wikipedia (tschuwaschisch Чăваш Википедийĕ) ist die tschuwaschische Sprachversion der Wikipedia.
Sie existiert seit dem 22. November 2004 und hatte im Oktober 2005 eine Zahl von 1.000, im Januar 2007 von 5.000 Artikeln erreicht. Bis April 2009 war die Zahl auf 10.000 angewachsen. Im Oktober 2013 waren es 20.000 und im Juni 2014 bereits 30.000 Artikel. Im Mai 2017 enthielt sie mehr als 40.000 Artikel und hatte 177 Benutzer.